# Chaber górski
Chaber górski (Centaurea montana L.) – gatunek rośliny należący do rodziny astrowatych. Występuje dziko w górach środkowej i zachodniej Europy.

## Morfologia

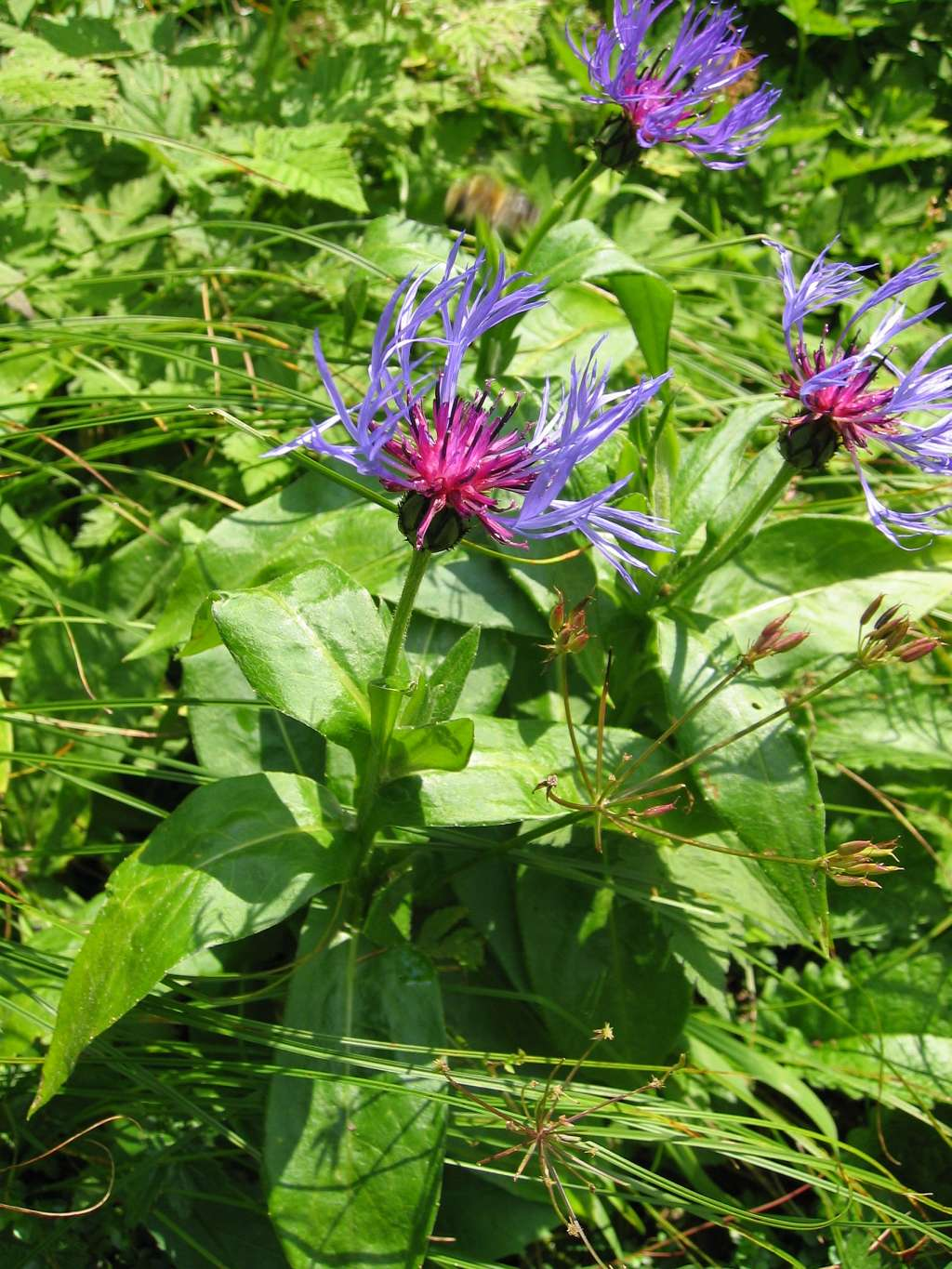
Pokrój roślin kwitnących

ŁodygaOsiąga wysokość 30–70 cm, filcowato owłosiona. Tworzy podziemne, pełzające rozłogi.
LiściePodłużnie lancetowate, od spodu filcowate, jasnozielone.
KwiatyZebrane w pojedyncze koszyczki o średnicy 6–8 cm. Kwiaty tylko rurkowate, brzeżne o barwie niebieskiej, różowej lub białej, wewnętrzne fioletowawe. Listki okrywy koszyczka mają ciemne i postrzępione brzegi.

## Biologia i ekologia
Bylina, hemikryptofit. Siedlisko: rośnie do wysokości 2100 m n.p.m. na stokach, halach i w górskich lasach. Preferuje gleby gliniaste. Kwitnie od maja do lipca.